# 西鉄古賀駅
西鉄古賀駅（にしてつこがえき）は、かつて福岡県古賀市天神に存在した、西日本鉄道（西鉄）宮地岳線の駅。2007年（平成19年）、宮地岳線の一部区間廃止に伴い廃駅となった。

## 歴史
- 1925年（大正14年）7月1日：博多湾鉄道汽船の新古賀駅として開業。
- 1942年（昭和17年）9月19日：博多湾鉄道汽船が九州電気軌道（のちの西日本鉄道）に合併される。
- 1950年（昭和25年）5月15日：西鉄古賀駅に改称。
- 2007年（平成19年）4月1日：廃止。

## 駅構造

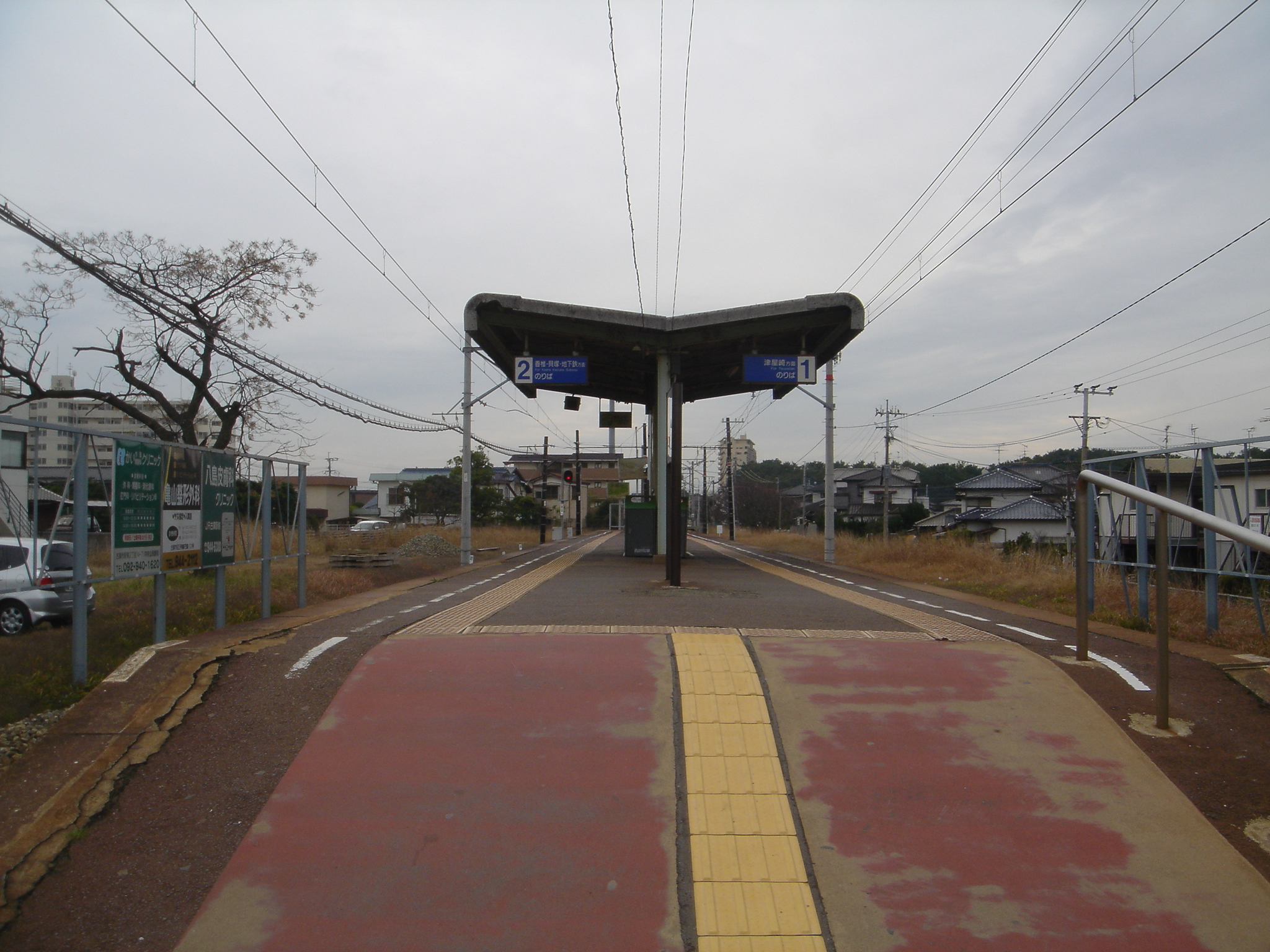
ホーム（2006年12月）

島式ホーム1面2線を有する地上駅。交換可能駅であった。

## 利用状況
1日の平均乗車および乗降人員は下表のとおり。
| 年度   | 1日平均 乗車人員 | 1日平均 乗降人員 |
| ------ | ---------------- | ---------------- |
| 2000年 | 523              | 1,097            |
| 2001年 | 493              | 1,034            |
| 2002年 | 477              | 959              |
| 2003年 | 432              | 866              |
| 2004年 | 397              | 794              |
| 2005年 | 373              | 749              |
| 2006年 | 359              | 716              |

## 駅周辺
- 古賀駅 - JR九州 鹿児島本線
- 古賀中央病院
- 古賀駅前郵便局

## 隣の駅
西日本鉄道
■宮地岳線
古賀ゴルフ場前駅 - 西鉄古賀駅 - 花見駅